# Фрост (музыкант)
Фрост (норв. Frost; настоящее имя Хьетиль-Видар Хараллстад, норв. Kjetil-Vidar Haraldstad; родился 28 июня 1973 года) — барабанщик блэк-метал-групп Satyricon и 1349. Считается одним из самых быстрых ударников в экстремальном метале. В разное время играл в Gorgoroth, Zyklon-B, God Seed, Gehenna и Keep of Kalessin. Записал ударные для The Underworld Regime, дебютного альбома группы Ov Hell.
Использует барабаны и педали Tama, тарелки Zildjian и барабанные палочки Vic Firth.

## Биография
Учился в Университете Осло на инженера.
Фрост присоединился к Satyricon как сессионный музыкант для записи демо «The Forest Is My Throne». Позже он решил остаться в группе на постоянной основе. Его стиль игры варьируется в зависимости от группы; так, в 1349 он чрезмерно использует бласт-бит, тогда как в Satyricon его техника игры среднетемповая и более упрощённая. Он считается одним из самых быстрых и опытных барабанщиков в жанрах блэк-метал и экстремальный метал.
Министерство внутренней безопасности США отказало Фросту во въезде в Северную Америку после того, как он не отметил, что был приговорён к 5 месяцам за нападение (во время драки в баре в начале 90-х) при подаче заявления на его рабочую визу. В турах 1349 до 2008 года его заменял Тони Лауреано. С Satyricon выступали Джоуи Джордисон и Трюм Торсон. Позже Фрост смог снова выступить в Соединённых Штатах.

## Дискография

### В Satyricon
- 1993 — Dark Medieval Times
- 1994 — The Shadowthrone
- 1996 — Nemesis Divina
- 1999 — Rebel Extravaganza
- 2002 — Volcano
- 2006 — Now, Diabolical
- 2008 — The Age of Nero
- 2013 — Satyricon
- 2017 — Deep Calleth Upon Deep

### В 1349
- 2000 — 1349
- 2003 — Liberation
- 2004 — Beyond the Apocalypse
- 2005 — Hellfire
- 2009 — Revelations of the Black Flame
- 2010 — Demonoir
- 2014 — Massive Cauldron of Chaos

### В Gorgoroth
- 1996 — Antichrist
- 1998 — Destroyer (только одна песня)
- 2006 — Ad Majorem Sathanas Gloriam

### Прочее
- 1995 — Blood Must be Shed (Zyklon-B)
- 2003 — Reclaim (Keep of Kalessin)
- 2005 — WW (Gehenna)
- 2010 — The Underworld Regime (Ov Hell)